# Tyska filmpriset
Tyska filmpriset (tyska: Deutscher Filmpreis) är en tysk filmutmärkelse som sedan 1951 delas ut av Deutsche Filmakademie. Det kallas även Bundesfilmpreis, eller Lola efter prisstatyetten. Till skillnad från liknande utmärkelser i andra länder är Tyska filmpriset belagt med prispengar. Den sammanlagda summan för priserna är tre miljoner euro, vilket är högst bland alla Tysklands kulturpriser.

## Kategorier
Tyska filmprisets olika kategorier:
- Tyska filmpriset för bästa film
- Tyska filmpriset för bästa dokumentär
- Tyska filmpriset för bästa barnfilm
- Tyska filmpriset för bästa regi
- Tyska filmpriset för bästa manus
- Tyska filmpriset för bästa kvinnliga huvudrollsinnehavare
- Tyska filmpriset för bästa manliga huvudrollsinnehavare
- Tyska filmpriset för bästa kvinnliga birollsinnehavare
- Tyska filmpriset för bästa manliga birollsinnehavare
- Tyska filmpriset för bästa foto
- Tyska filmpriset för bästa klippning
- Tyska filmpriset för bästa kostym
- Tyska filmpriset för bästa produktdesign
- Tyska filmpriset för bästa ljud
- Tyska filmpriset för bästa musik
- Tyska filmprisets specialpris
- Tittarnas val: Årets tyska film

## Prispengar
Prispengar utdelas enligt följande:
| Kategori(er)      | Pris                                                                                                | Nominering      |
| ----------------- | --------------------------------------------------------------------------------------------------- | --------------- |
| Bästa film        | Filmpreis in Gold, 500 000 euro Filmpreis in Silber, 425 000 euro Filmpreis in Bronze, 375 000 euro | 250 000 euro    |
| Bästa barnfilm    | Filmpreis in Gold, 250 000 euro                                                                     | 125 000 euro    |
| Bästa dokumentär  | Filmpreis in Gold, 200 000 euro                                                                     | 100 000 euro    |
| Enskilda insatser | Filmpreis in Gold, 10 000 euro                                                                      | Inga prispengar |